# Settimana Internazionale di Coppi e Bartali 2022
37. ročník etapového cyklistického závodu Settimana Internazionale di Coppi e Bartali se konal mezi 22. a 26. březnem 2022 v italském regionu Emilia-Romagna a v San Marinu. Celkovým vítězem se stal Ir Eddie Dunbar z týmu Ineos Grenadiers. Na druhém a třetím místě se umístili Brit Ben Tulett (Ineos Grenadiers) a Švýcar Marc Hirschi (UAE Team Emirates). Závod byl součástí UCI Europe Tour 2022 na úrovni 2.1.

## Týmy
Závodu se zúčastnilo 10 z 18 UCI WorldTeamů, 5 UCI ProTeamů, 8 UCI Continental týmů a italský národní tým. Většina týmů nastoupila na start se sedmi závodníky. 4 týmy (Astana Qazaqstan Team, Israel–Premier Tech, Team Jumbo–Visma a UAE Team Emirates) přijely s šesti závodníky, další 3 (EF Education–EasyPost, Quick-Step–Alpha Vinyl a Trek–Segafredo) přijely s pěti závodníky a tým Bora–Hansgrohe se dostavil pouze se čtyřmi účastníky. Závod tak odstartovalo 155 závodníků. Do cíle v Cantagrillo dojelo 99 z nich.
UCI WorldTeamy
- Astana Qazaqstan Team
- Bora–Hansgrohe
- EF Education–EasyPost
- Ineos Grenadiers
- Israel–Premier Tech
- Quick-Step–Alpha Vinyl
- Team BikeExchange–Jayco
- Team Jumbo–Visma
- Trek–Segafredo
- UAE Team Emirates

UCI ProTeamy
- Alpecin–Fenix
- Bardiani–CSF–Faizanè
- Bingoal Pauwels Sauces WB
- Drone Hopper–Androni Giocattoli
- Eolo–Kometa

UCI Continental týmy
- Beltrami TSA–Tre Colli
- Biesse Carrera
- Colombia Tierra de Atletas–GW Shimano
- MG.K vis Colors for Peace VPM
- Team Colpack–Ballan
- Team Corratec
- Work Service–Vitalcare–Dynatek

Národní týmy
- Itálie

## Trasa a etapy
| Etapa         | Datum         | Trasa                                            | Vzdálenost | Typ      | Typ                 | Vítěz                      |
| ------------- | ------------- | ------------------------------------------------ | ---------- | -------- | ------------------- | -------------------------- |
| 1             | 22. března    | Riccione – Riccione                              | 164,6 km   |          | Zvlněná etapa       | Mauro Schmid (SUI)         |
| 2             | 23. března    | Riccione – Longiano                              | 165,9 km   |          | Zvlněná etapa       | Ethan Hayter (GBR)         |
| 3             | 24. března    | Město San Marino (San Marino) – Město San Marino | 147,1 km   |          | Horská etapa        | Ben Tulett (GBR)           |
| 4             | 25. března    | Montecatini Terme – Montecatini Terme            | 158,7 km   |          | Zvlněná etapa       | Mathieu van der Poel (NED) |
| 5             | 26. března    | Casalguidi – Cantagrillo                         | 160,2 km   |          | Středně těžká etapa | Josef Černý (CZE)          |
| Celková délka | Celková délka | Celková délka                                    | 796,5 km   | 796,5 km | 796,5 km            | 796,5 km                   |

## Průběžné pořadí
| Etapa          | Vítěz                | Celkové pořadí | Bodovací soutěž | Vrchařská soutěž    | Soutěž mladých jezdců | Soutěž týmů      |
| -------------- | -------------------- | -------------- | --------------- | ------------------- | --------------------- | ---------------- |
| 1              | Mauro Schmid         | Mauro Schmid   | Mauro Schmid    | Giovanni Bortoluzzi | Mauro Schmid          | Ineos Grenadiers |
| 2              | Ethan Hayter         | Eddie Dunbar   | Ethan Hayter    | Eddie Dunbar        | Ethan Hayter          | Ineos Grenadiers |
| 3              | Ben Tulett           | Eddie Dunbar   | Ben Tulett      | Andrea Garosio      | Ben Tulett            | Ineos Grenadiers |
| 4              | Mathieu van der Poel | Eddie Dunbar   | Ethan Hayter    | Andrea Garosio      | Ben Tulett            | Ineos Grenadiers |
| 5              | Josef Černý          | Eddie Dunbar   | Ethan Hayter    | Andrea Garosio      | Ben Tulett            | Ineos Grenadiers |
| Konečné pořadí | Konečné pořadí       | Eddie Dunbar   | Ethan Hayter    | Andrea Garosio      | Ben Tulett            | Ineos Grenadiers |

- Ve 2. etapě nosil Eddie Dunbar, jenž byl druhý v bodovací soutěži, červený dres, protože lídr této klasifikace Mauro Schmid nosil bílý dres vedoucího závodníka celkového pořadí. Ze stejného důvodu nosil Ethan Hayter, jenž byl druhý v soutěži mladých jezdců, oranžový dres.
- Ve 3. etapě nosil Edoardo Zardini, jenž byl druhý ve vrchařské soutěži, zelený dres, protože lídr této klasifikace Eddie Dunbar nosil bílý dres vedoucího závodníka celkového pořadí.
- Ve 3. etapě nosil Ben Tulett, jenž byl druhý v soutěži mladých jezdců, oranžový dres, protože lídr této klasifikace Ethan Hayter nosil červený dres vedoucího závodníka bodovací soutěže.
- Ve 4. etapě nosil Marc Hirschi, jenž byl druhý v soutěži mladých jezdců, oranžový dres, protože lídr této klasifikace Ben Tulett nosil červený dres vedoucího závodníka bodovací soutěže.

## Konečné pořadí
| Legenda | Legenda                         | Legenda | Legenda                               |
| ------- | ------------------------------- | ------- | ------------------------------------- |
|         | Označuje lídra celkového pořadí |         | Označuje lídra vrchařské soutěže      |
|         | Označuje lídra bodovací soutěže |         | Označuje lídra soutěže mladých jezdců |

### Celkové pořadí
| Pořadí | Jezdec                   | Tým                             | Čas         |
| ------ | ------------------------ | ------------------------------- | ----------- |
| 1      | Eddie Dunbar (IRL)       | Ineos Grenadiers                | 20h 38' 18" |
| 2      | Ben Tulett (GBR)         | Ineos Grenadiers                | + 9"        |
| 3      | Marc Hirschi (SUI)       | UAE Team Emirates               | + 24"       |
| 4      | Simon Carr (GBR)         | EF Education–EasyPost           | + 30"       |
| 5      | Antonio Tiberi (ITA)     | Trek–Segafredo                  | + 45"       |
| 6      | Diego Ulissi (ITA)       | UAE Team Emirates               | + 48"       |
| 7      | Jan Polanc (SLO)         | UAE Team Emirates               | + 1' 23"    |
| 8      | Gianluca Brambilla (ITA) | Trek–Segafredo                  | + 1' 25"    |
| 9      | Natnael Tesfatsion (ERI) | Drone Hopper–Androni Giocattoli | + 1' 38"    |
| 10     | Nicola Conci (ITA)       | Itálie                          | + 1' 38"    |

### Bodovací soutěž
| Pořadí | Jezdec                     | Tým                             | Body |
| ------ | -------------------------- | ------------------------------- | ---- |
| 1      | Ethan Hayter (GBR)         | Ineos Grenadiers                | 24   |
| 2      | Ben Tulett (GBR)           | Ineos Grenadiers                | 16   |
| 3      | Eddie Dunbar (IRL)         | Ineos Grenadiers                | 16   |
| 4      | Mathieu van der Poel (NED) | Alpecin–Fenix                   | 15   |
| 5      | Mauro Schmid (SUI)         | Quick-Step–Alpha Vinyl          | 10   |
| 6      | Josef Černý (CZE)          | Quick-Step–Alpha Vinyl          | 10   |
| 7      | Matteo Sobrero (ITA)       | Team BikeExchange–Jayco         | 9    |
| 8      | Marc Hirschi (SUI)         | UAE Team Emirates               | 8    |
| 9      | Diego Ulissi (ITA)         | UAE Team Emirates               | 8    |
| 10     | Natnael Tesfatsion (ERI)   | Drone Hopper–Androni Giocattoli | 8    |

### Vrchařská soutěž
| Pořadí | Jezdec                     | Tým                             | Body |
| ------ | -------------------------- | ------------------------------- | ---- |
| 1      | Andrea Garosio (ITA)       | Biesse Carera                   | 42   |
| 2      | Mattia Cattaneo (ITA)      | Quick-Step–Alpha Vinyl          | 20   |
| 3      | Edoardo Zardini (ITA)      | Drone Hopper–Androni Giocattoli | 18   |
| 4      | Josef Černý (CZE)          | Quick-Step–Alpha Vinyl          | 14   |
| 5      | Rémi Cavagna (FRA)         | Quick-Step–Alpha Vinyl          | 12   |
| 6      | Eddie Dunbar (IRL)         | Ineos Grenadiers                | 11   |
| 7      | Giovanni Bortoluzzi (ITA)  | Work Service–Vitalcare–Dynatek  | 10   |
| 8      | Omer Goldstein (ISR)       | Israel–Premier Tech             | 10   |
| 9      | James Shaw (GBR)           | EF Education–EasyPost           | 10   |
| 10     | Mathieu van der Poel (NED) | Alpecin–Fenix                   | 9    |

### Soutěž mladých jezdců
| Pořadí | Jezdec                           | Tým                             | Čas         |
| ------ | -------------------------------- | ------------------------------- | ----------- |
| 1      | Ben Tulett (GBR)                 | Ineos Grenadiers                | 20h 38' 27" |
| 2      | Marc Hirschi (SUI)               | UAE Team Emirates               | + 15"       |
| 3      | Simon Carr (GBR)                 | EF Education–EasyPost           | + 21"       |
| 4      | Antonio Tiberi (ITA)             | Trek–Segafredo                  | + 36"       |
| 5      | Natnael Tesfatsion (ERI)         | Drone Hopper–Androni Giocattoli | + 1' 29"    |
| 6      | Ethan Hayter (GBR)               | Ineos Grenadiers                | + 3' 05"    |
| 7      | Johannes Staune-Mittet (NOR)     | Team Jumbo–Visma                | + 3' 17"    |
| 8      | Andrés Ardila (COL)              | UAE Team Emirates               | + 4' 15"    |
| 9      | Jefferson Alexander Cepeda (ECU) | Drone Hopper–Androni Giocattoli | + 4' 15"    |
| 10     | Gijs Leemreize (NED)             | Team Jumbo–Visma                | + 4' 20"    |

### Soutěž týmů
| Pořadí | Tým                             | Čas         |
| ------ | ------------------------------- | ----------- |
| 1      | Ineos Grenadiers                | 61h 57' 28" |
| 2      | UAE Team Emirates               | + 5"        |
| 3      | Team Jumbo–Visma                | + 9' 42"    |
| 4      | Drone Hopper–Androni Giocattoli | + 10' 00"   |
| 5      | Itálie                          | + 12' 49"   |
| 6      | Bingoal Pauwels Sauces WB       | + 24' 13"   |
| 7      | Team BikeExchange–Jayco         | + 29' 28"   |
| 8      | Astana Qazaqstan Team           | + 33' 37"   |
| 9      | Trek–Segafredo                  | + 35' 09"   |
| 10     | Alpecin–Fenix                   | + 37' 23"   |